# Berkeley Vale
Berkeley Vale är en del av en befolkad plats i Australien. Den ligger i kommunen Wyong Shire och delstaten New South Wales, i den sydöstra delen av landet, omkring 60 kilometer norr om delstatshuvudstaden Sydney.
Närmaste större samhälle är Bateau Bay, nära Berkeley Vale.
I omgivningarna runt Berkeley Vale växer i huvudsak städsegrön lövskog. Genomsnittlig årsnederbörd är 1 286 millimeter. Den regnigaste månaden är februari, med i genomsnitt 201 mm nederbörd, och den torraste är juli, med 36 mm nederbörd.